# Mariana Quintas
Mariana Quintas (ca. 1860-1920) primera Vizcondesa de Bom Sucesso, fue una empresaria agrícola y comerciante portuguesa.

## Biografía
Fue una propietaria y capitalista de grandes extensiones de tierra, en Santo Tirso, falleció soltera y sin descendencia, así se extinguió el título nobiliario. Era tía materna del primer Vizconde de Cantim.
El título de primera vizcondesa de Bom Sucesso, en su vida, le fue concedido por Decreto Real de D. Carlos I de Portugal del 23 de marzo de 1904.
Fue de las primeras mujeres empresarias en el Reino de Portugal.